# فريج صويلح (مسلسل)
فريج صويلح، مسلسل كويتي من تأليف عبد العزيز المسلم وشارك بالتأليف محمدالفرج، وإخراج حسين المفيدي، إنتاج تلفزيون الكويت منتج منفذ مسرح السلام عام 2005.

## ملخص الأحداث
يمتلك الجد بوصالح فريج (حي) مكون من عدة بيوت يسكن فيه مع حفيده صويلح وعائلة بومريان، وبعد فترة يسكنون أبناؤه معه وهيم يريدونه ان يبيع الحي، مالذي سيفعلونه الأبناء مع والدهم ومالذي سيفعله الجد؟؟
المسلسل يتحدث عن التفكك الاسري والتطور في الحياة الاجتماعية.

## بطولة
- خالد النفيسي.
- إبراهيم الصلال.
- غانم الصالح.
- علي المفيدي.
- عبد العزيز المسلم.
- انتصار الشراح.
- سمير القلاف.
- أحمد السلمان.
- عبد الرزاق خلف.
- عماد العكاري.
- نصر حماد.
- علي الفرحان.
- نادية كرم.
- شوق.
- ملاك.
- هبه سليمان.
- نادية العاصي.

## حقائق عن العمل
- أول تجربة إنتاجية لمسرح السلام في التلفزيون وهو ضخم جدا وضم العديد من النجوم الكبار والوسط والشباب وقد لاقا النجاح الكبير والمميز.
- جسد عبد العزيز المسلم في هذه المسلسل دور صويلح حفيد بوصالح والذي يعيش معه بالفريج.
- تم تغير اسم المسلسل من فريج عبيد إلى فريج صويلح.

| سبقه عودة فرعون | أعمال مسرح السلام 2005 | تبعه ينانوة الفريج |